# رایانه ترکیبی

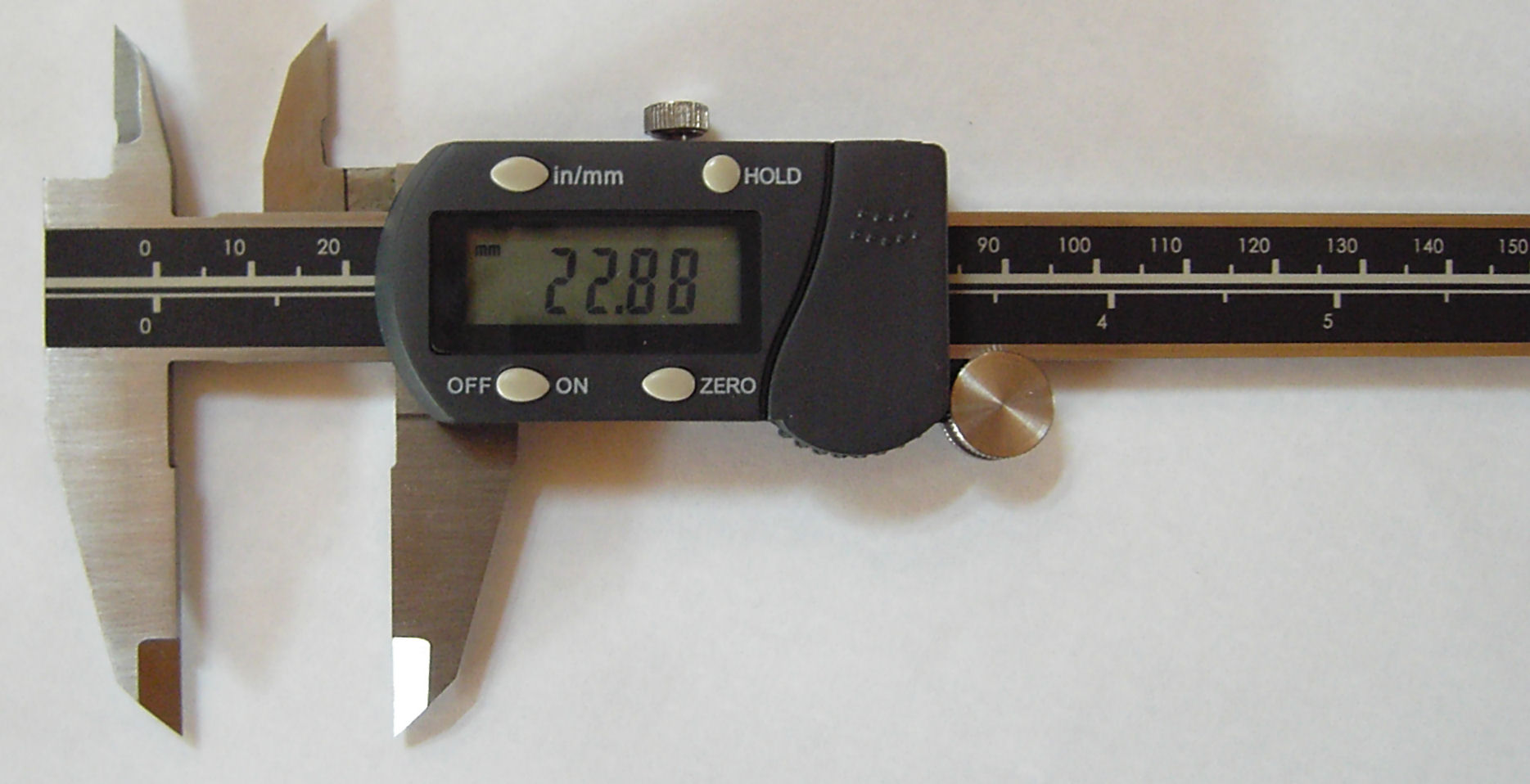
یک رایانه ترکیبی

رایانه ترکیبی (انگلیسی: Hybrid computer) یا رایانه هیبریدی، رایانه‌هایی هستند، که همزمان ویژگی‌های رایانه‌های آنالوگ و دیجیتال را دارند. در رایانه‌های ترکیبی بخش دیجیتال به‌طور معمول به عنوان سیستم کنترل‌کننده عمل می‌کند و عملیات منطقی و آنالیز عددی را ارائه می‌نماید، در حالی که بخش آنالوگ اغلب محاسبات ریاضی و نیز محاسبات مربوط به معادلات دیفرانسیل را انجام می‌دهد. نخستین سیستم رایانه ترکیبی در سال ۱۹۶۱ توسط شرکت پکارد بل ارائه شد و Hycomp 250 نام داشت.